# Cuando el viento silba
Cuando el viento silba es una película británica de 1961 dirigida por Bryan Forbes y producida por Richard Attenborough. Fue nominada para los Premios del Cine Británico en cuatro categorías, entre ellas la de Mejor película.

## Sinopsis
Kathy, una niña de 15 años que vive en una granja de Lancashire, encuentra a un fugitivo acusado de asesinato escondido en el pajar. Cuando ella le pregunta por su nombre, el fugitivo solo tiene fuerza para pronunciar "Jesucristo" antes de desmayarse. Kathy, convencida de que se trata de Jesucristo en persona, se lo cuenta a su hermano pequeño y a sus amigos y entre todos deciden cuidar de él y mantenerlo a salvo de los vecinos que esperan capturar al fugitivo.

## Intérpretes
- Hayley Mills como Kathy Bostock;
- Bernard Lee como Mr. Bostock;
- Alan Bates como Arthur Blakey;
- Diane Holgate como Nan Bostock;
- Alan Barnes como Charles Bostock.

## Producción
Bryan Forbes, quien había sido guionista durante mucho tiempo del actor y director británico Richard Attenborough, recibió el apoyo de este para su debut como realizador.
Hayley Mills, de 15 años entonces, es hija de Mary Hayley Bell, la autora de la obra en que se basa la película, y del actor británico John Mills, con quien había trabajado Forbes.
Cuando el viento silba fue un gran éxito de crítica y público, influyendo en muchas películas posteriores, entre ellas El espíritu de la colmena. También sirvió como base para un musical de Andrew Lloyd Weber (1996).
Fue nominada para los Premios Británicos de Cine en 1962 en cuatro categorías: Mejor película, Mejor guion, Mejor actriz (Hayley Mills) y Mejor película de cualquier fuente.